# Бузівка (станція)
Бу́зівка — проміжна залізнична станція 5-го класу Дніпровської дирекції залізничних перевезень Придніпровської залізниці на одноколійній неелектрифікованій лінії Самар-Дніпровський — Леб'яже між станціями Зачепилівка (15 км) та Перещепине (12 км). Розташована в селі Личкове Самарівського району Дніпропетровської області.

## Пасажирське сполучення
На станції Бузівка щоденно зупиняються дві пари приміських поїздів сполученням Дніпро — Берестин.